# پالس اکسی‌متر

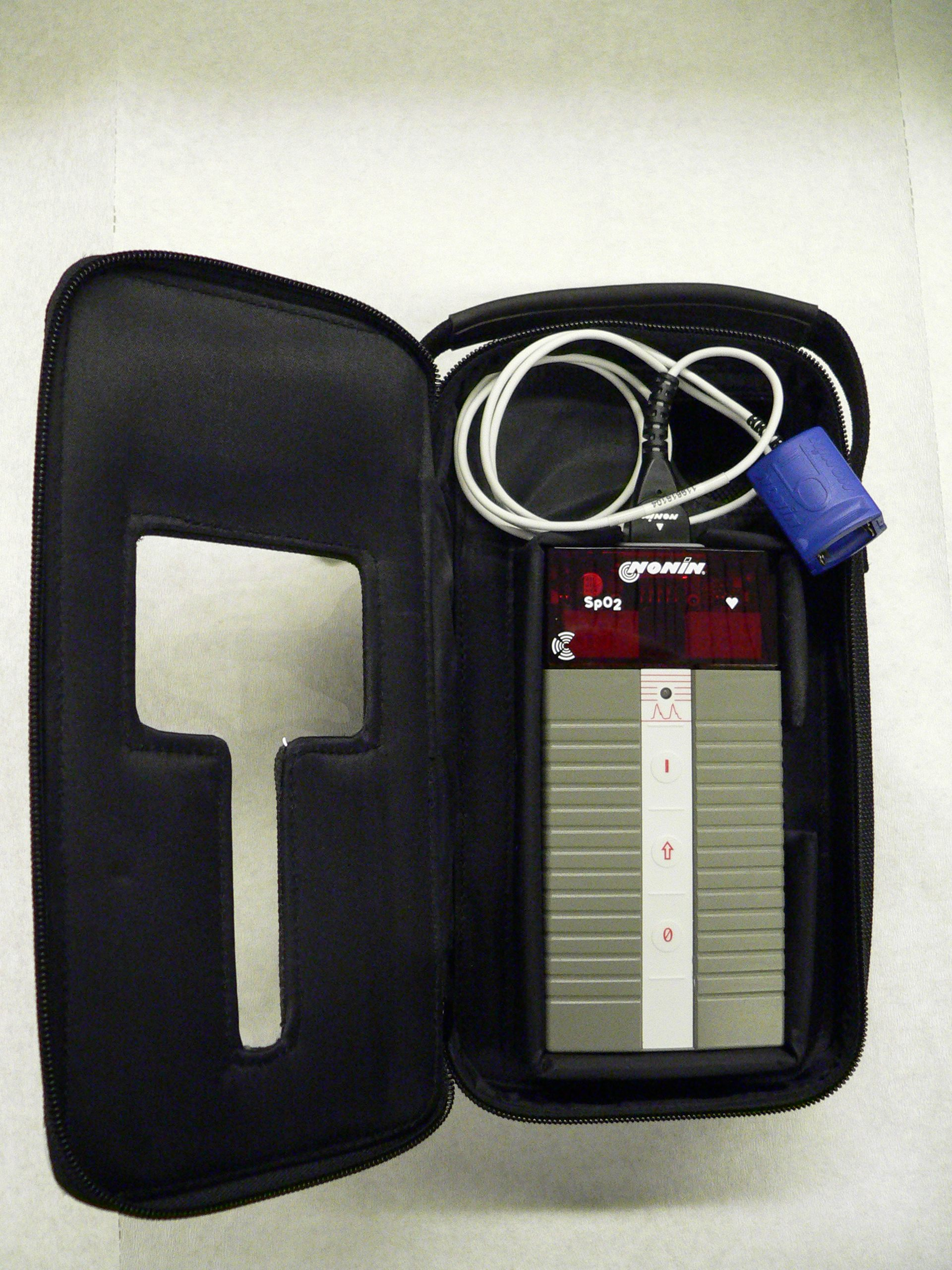
پالس اکسیمتر قابل حمل برای فوریت‌های پزشکی.

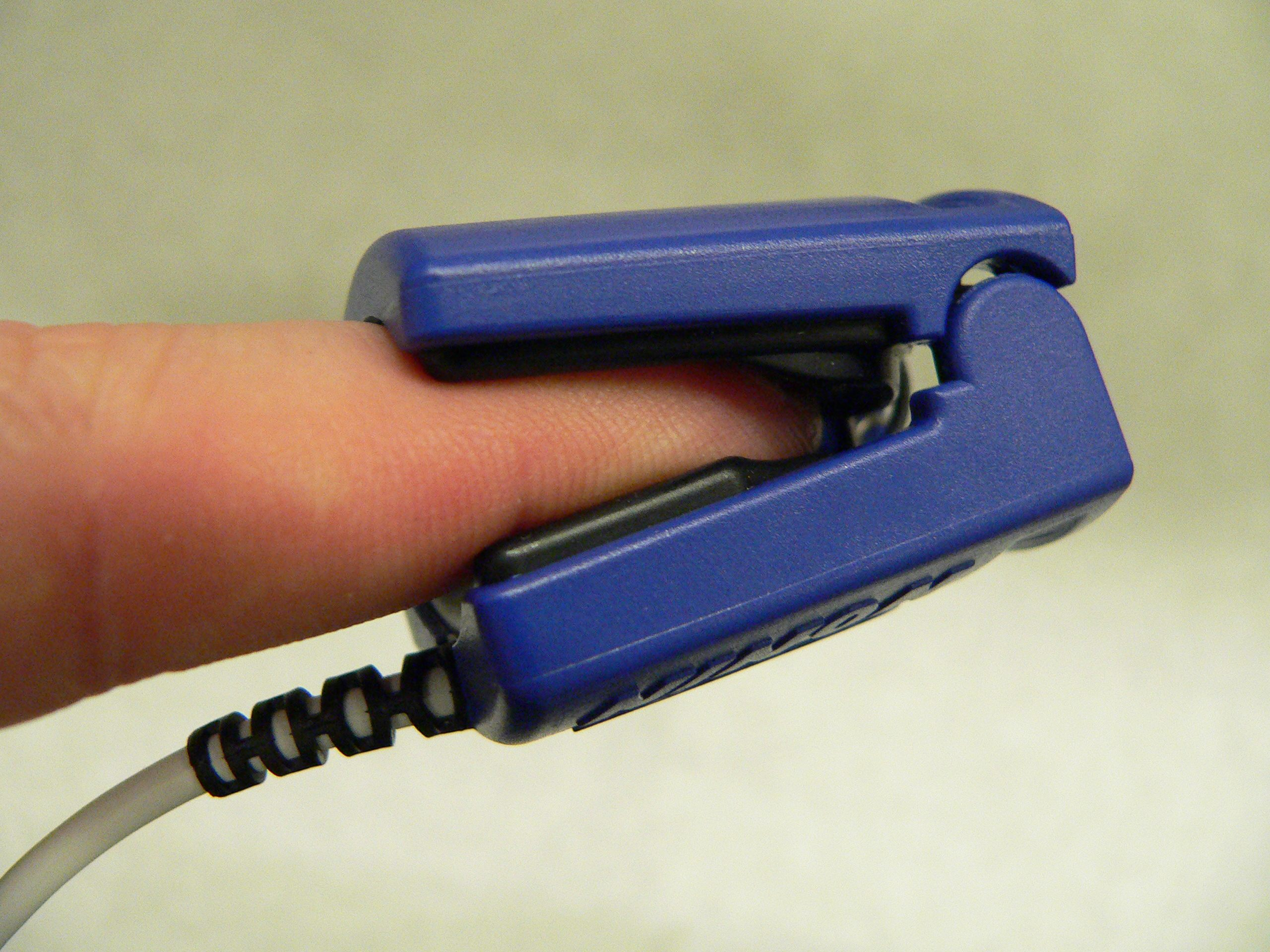
اندازه‌گیری اشباع اکسیژن از طریق انگشت دست.

پالس اکسیمتر (Pulse Oximeter) یا اکسیژن‌سنج خون وسیله‌ای است که با کمک آن می‌توان میزان درصد اشباع اکسیژن خون سرخرگ انسان را اندازه‌گیری کرد.
پالس اکسیمتری روشی غیرتهاجمی است که میزان مولکول‌های هموگلوبینی را که با اکسیژن آمیخته شده‌اند، اندازه‌گیری و به درصد بیان می‌کند. میزان نرمال آن ۹۵–۹۷٪ است اگر این میزان در بیماران کمتر از ۹۰٪ شود زنگ هشدار به صدا درمی‌آید. همچنین اکثر دستگاه‌های پالس اکسی متر تعداد و آهنگ ضربان قلب را نیز نمایش می‌دهند
با این وسیله می‌توان دربارهٔ هایپوکس (کم شدن اکسیژن خون) هشدار داد و با اجتناب از حملات هیپوکسی و پیامدهای آن، بیماران جراحی را بهبود بخشید؛ هایپوکسمی زمانی رخ می‌دهد که به بیمار بی‌حسی موضعی یا آرام‌بخش زده شود یا زمانی که بیمار پس از یک بیهوشی عمومی به هوش آید. این وسیله در سال ۱۹۸۰میلادی معرفی شد و اکنون به عنوان یک روش استاندارد به کارمی‌رود.

به وسیله این دستگاه شما می‌توانید از وضعیت سلامت بدن خود آگاه شوید. همان طور که می‌دانید میزان ضربان قلب در زمان استراحت با زمانی که در حال انجام فعالیت بدنی هستید متفاوت است. اگر شما بخواهید از سلامت قلب خود مطلع شوید باید یک دستگاه پالس اکسیمتر داشته باشید تا به وسیله آن میزان ضربان قلب خود در دو حالت را اندازه گرفته و با استاندارد ضربان قلب یک انسان سالم مقایسه کنید. با این روش شما می‌توانید از سلامت قلب خود اطمینان حاصل نمائید. همچنین دستگاه پالس اکسیمتر پارامترهای حیاتی دیگر مانند میزان اکسیژن محلول در خون را نیز اندازه‌گیری می‌کند که کاربردهای زیادی دارد.

پالس اکسیمتر به شما کمک می‌کند تا از سلامت ریه‌های خود با خبر شوید. این موضوع زمانی اهمیت پیدا کردن که جهان دچار همه‌گیری کرونا شد. همان طور که می‌دانید هزینه تست‌های PCR معروف به چوب پنبه بسیار بالا می‌باشد و ممکن است شخص موقع دادن تست به این ویروس مبتلا شود، زیرا معمولا افراد علامت‌دار تست می‌دهند. بهترین کار برای اینکه متوجه شویم به این بیماری مبتلا شده‌ایم یا خیر اندازه‌گیری میزان اکسیژن خون با دستگاه پالس اکسیمتر است. معمولا زمانی که شما به این بیماری مبتلا می‌شوید با درگیر شدن ریه‌ها میزان اکسیژن خون شما به شدت کاهش پیدا می‌کند. بعضی مواقع قبل از بروز علائم بیماری با درگیر شدن ریه‌ها سطح اکسیژن خون کاهش می‌یابد که می‌توان با دستگاه پالس اکسیمتر به این موضوع مهم پی‌برد و درمان را سریع شروع کرد.

## شیوهٔ عملکردی

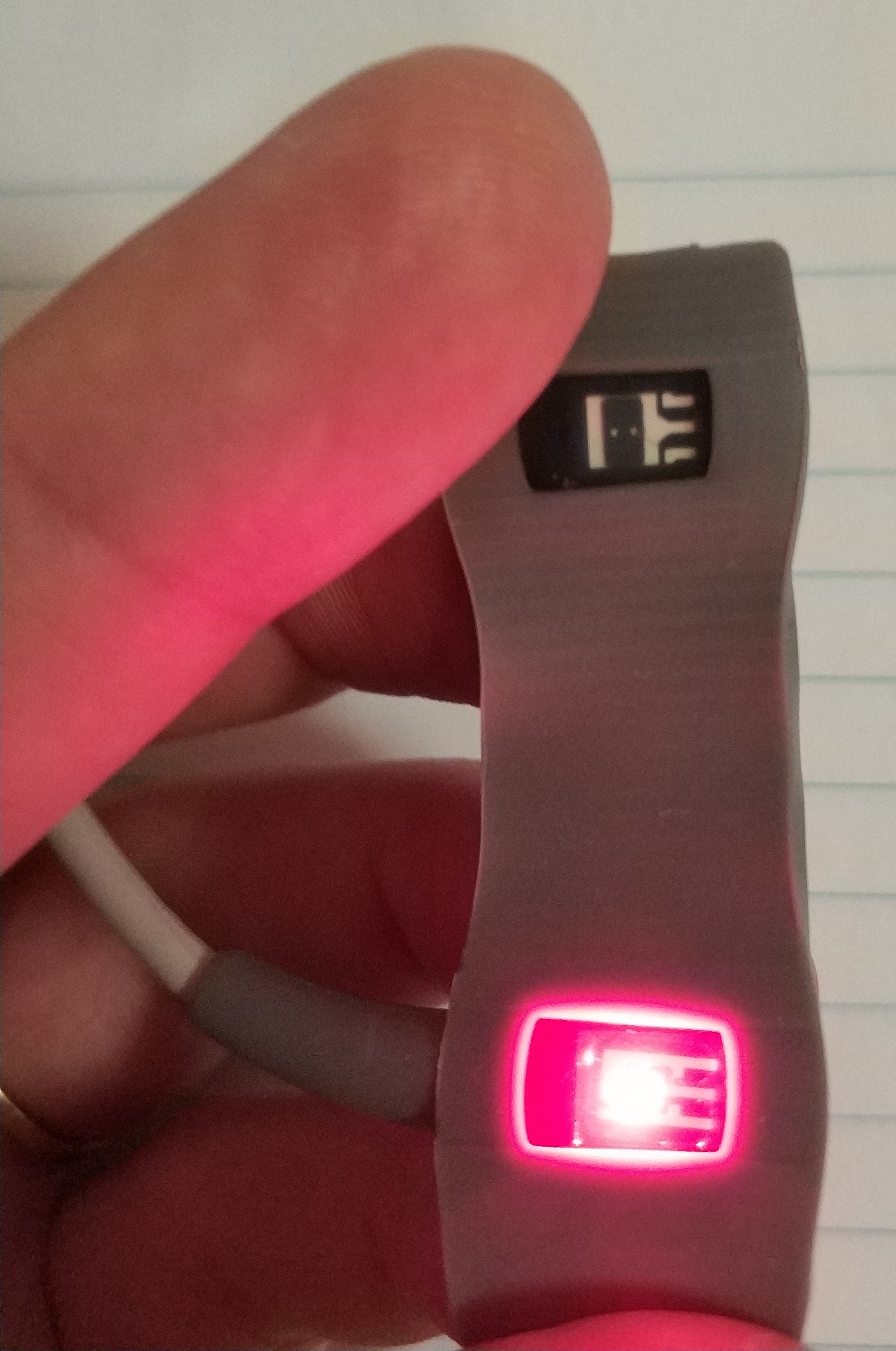
پالس اکسیمتر (Pulse Oximeter) یا اکسیژن‌سنج خون

پروب دستگاه را بر روی انگشت سبابه، شست پا، نوک بینی و نرمهٔ گوش قرار می‌دهیم؛ بر روی قسمت بالایی پروب یک دیود منتشر کنندهٔ نور وجود دارد که دو نور قرمز و مادون قرمز را منتشر می‌کند؛ نور از میان بافت‌ها عبور نموده (بافت بین پروب) و یک گیرندهٔ نوری آن را دریافت می‌کند و شریان را عبور می‌کند؛ نور قرمز توسط هموگلوبین و نور مادون قرمز توسط اکسی هموگلوبین جذب می‌شود، سپس این اطلاعات به خود دستگاه منتقل می‌شود و آن‌جا با یک محاسبهٔ لگاریتمی میزان اشباع هموگلوبین با اکسیژن مشخص می‌گردد
در واقع این دستگاه میزان اکسیژن را به عنوان درصدی از مولکولهای هموگلوبین که با اکسیژن آمیخته شده‌اند را نسبت به میزان کل مولکولهای هموگلوبین اندازه‌گیری می‌کند.

## عواملی که می‌تواند موجب اختلال در ثبت نتیجه شوند
لاک ناخن، اختلالات عروقی، کسانی که فشار خون بالا یا پایینی دارند، دمای غیرعادی بافت، مستقیم تابیدن نور خورشید به پروب، سفت بستن پانسمان و محکم قرار دادن پروب بر روی عضو، درصورتی که مریض فیستول وریدی داشته باشد، فرد انمی داشته باشد.